# Fourrés éricoïdes de Madagascar
Localisation
Les Fourrés éricoïdes de Madagascar forment une écorégion terrestre du WWF de l'écozone afrotropicale appartenant au biome terrestre des prairies et brousses d'altitude et que l'on rencontre dans les régions de haute altitude de l'île de Madagascar.
Elle comprend quatre massifs montagneux: Tsaratanana (2 876 m), Marojejy (2 133 m), Ankaratra (2 643 m) et Andringitra (2 658 m). Les fluctuations de température y sont très importantes (de −11 °C à 30 °C).
L'écorégion se divise en deux habitats distincts: 
- La forêt sclérophylle assure la transition avec les régions moins élevées de type forêt subhumide et se compose principalement d'arbres de la famille des Podocarpacées, des Cunoniacées et des Pandanacées, lesquels abritent de nombreuses mousses, lichens et epiphytes.
- Les fourrés éricoïdes prennent le pas à partir de 2 000 m (ou plus haut, en fonction des régions) et sont caractérisées par des buissons d'Ericacées et d'Asteracées.